# Hortus Haren

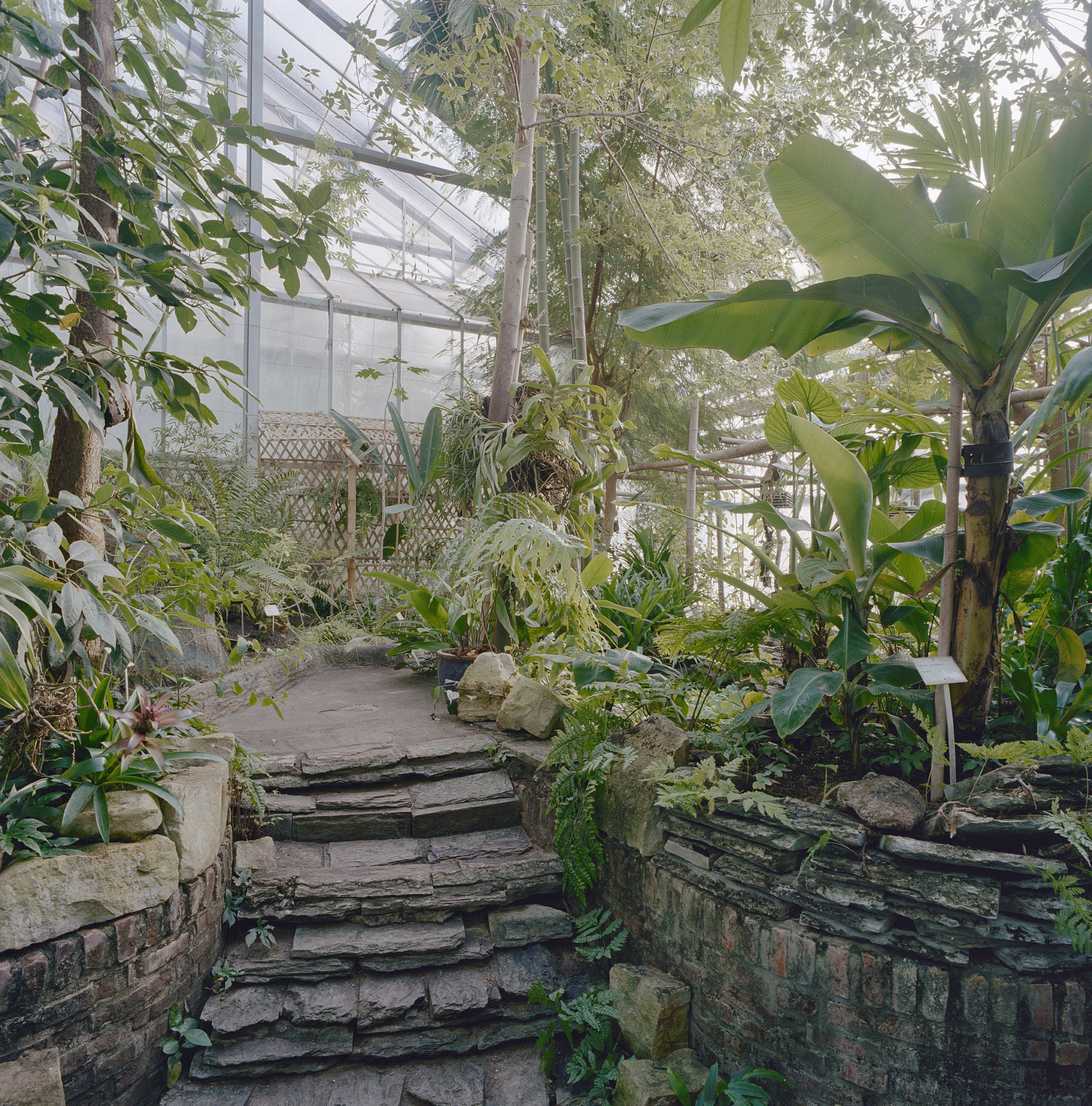
Hortus Haren: il giardino tropicale

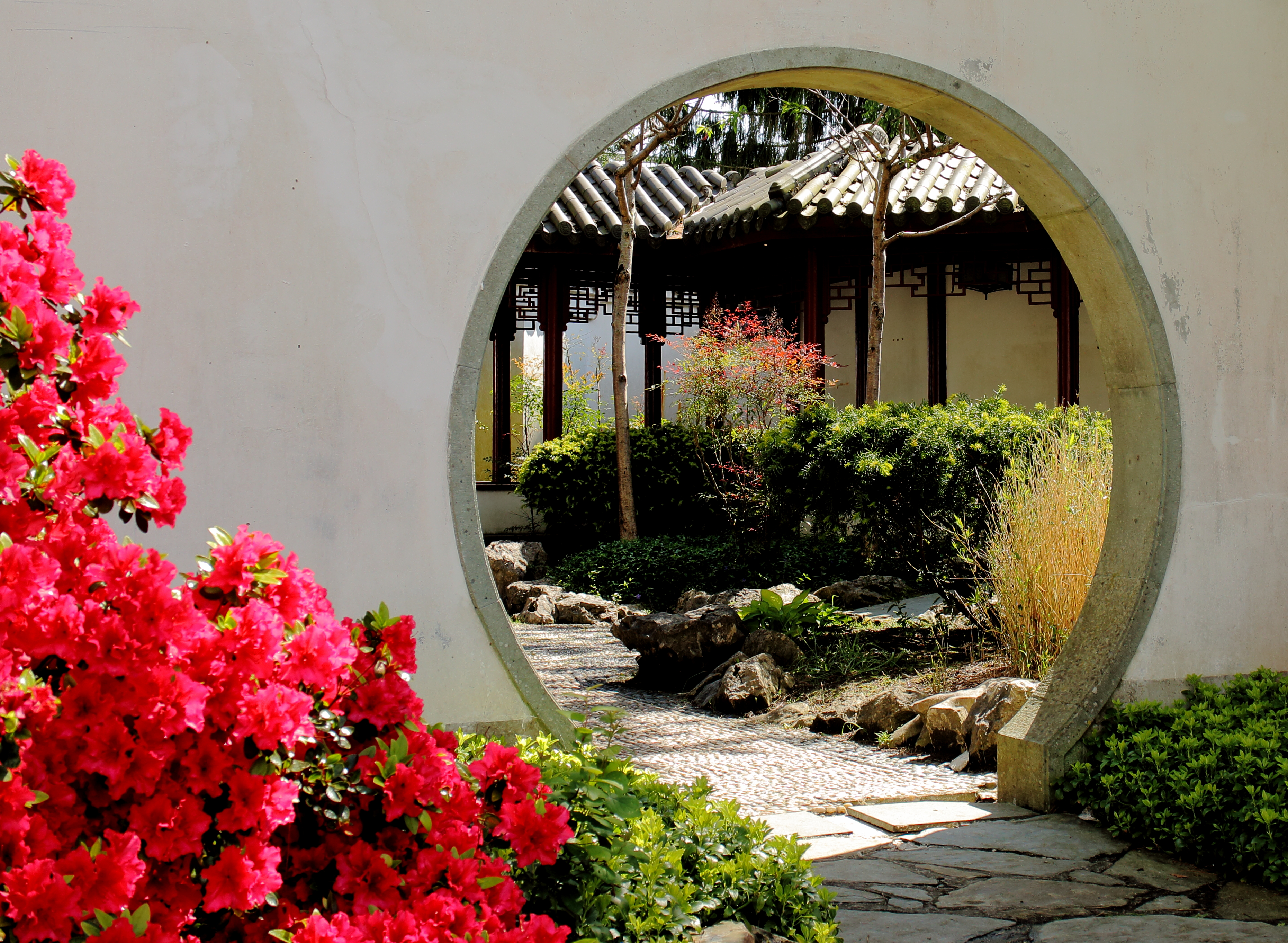
Hortus Haren: una parte del giardino cinese

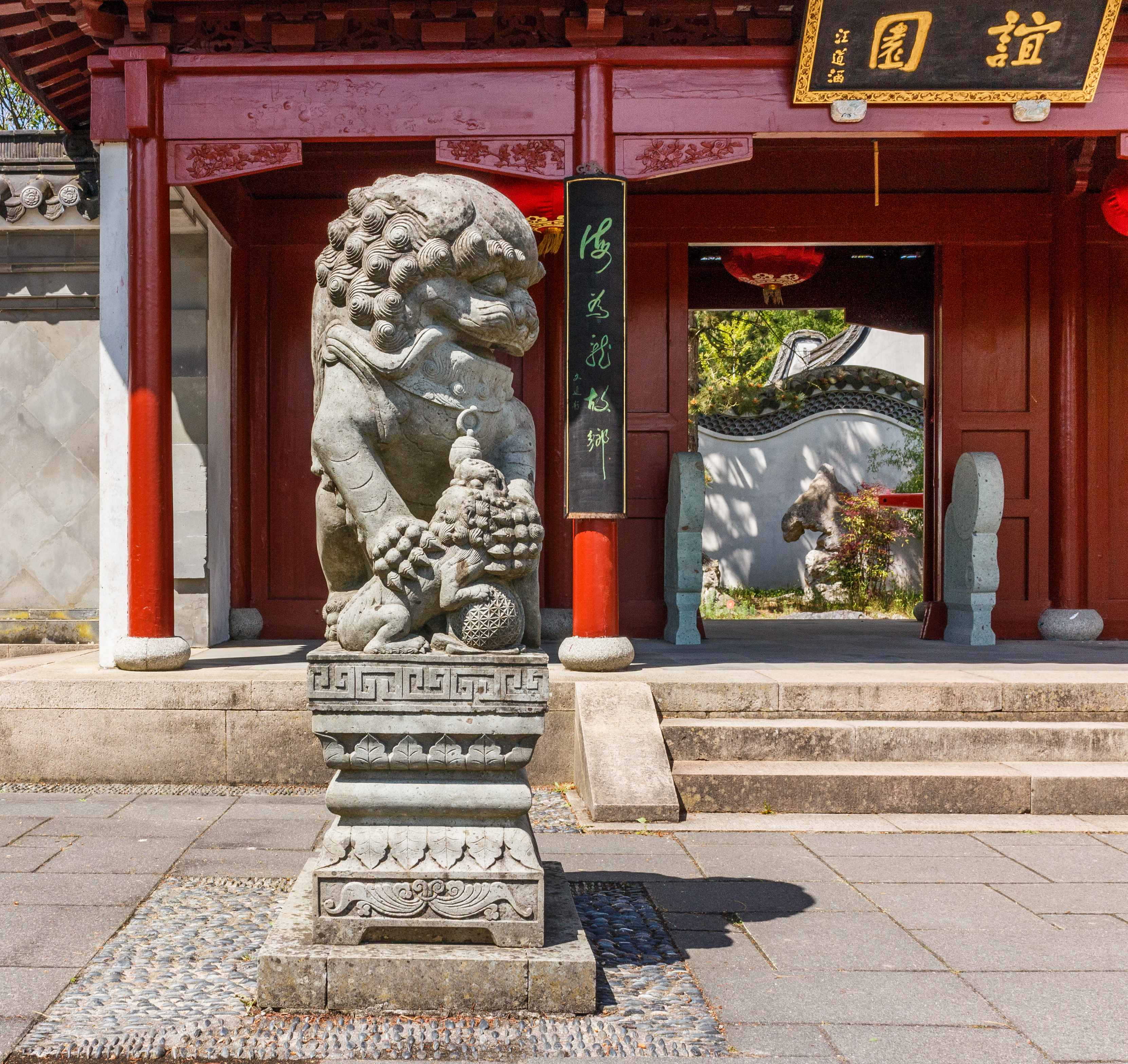
Hortus Haren: una parte del giardino cinese

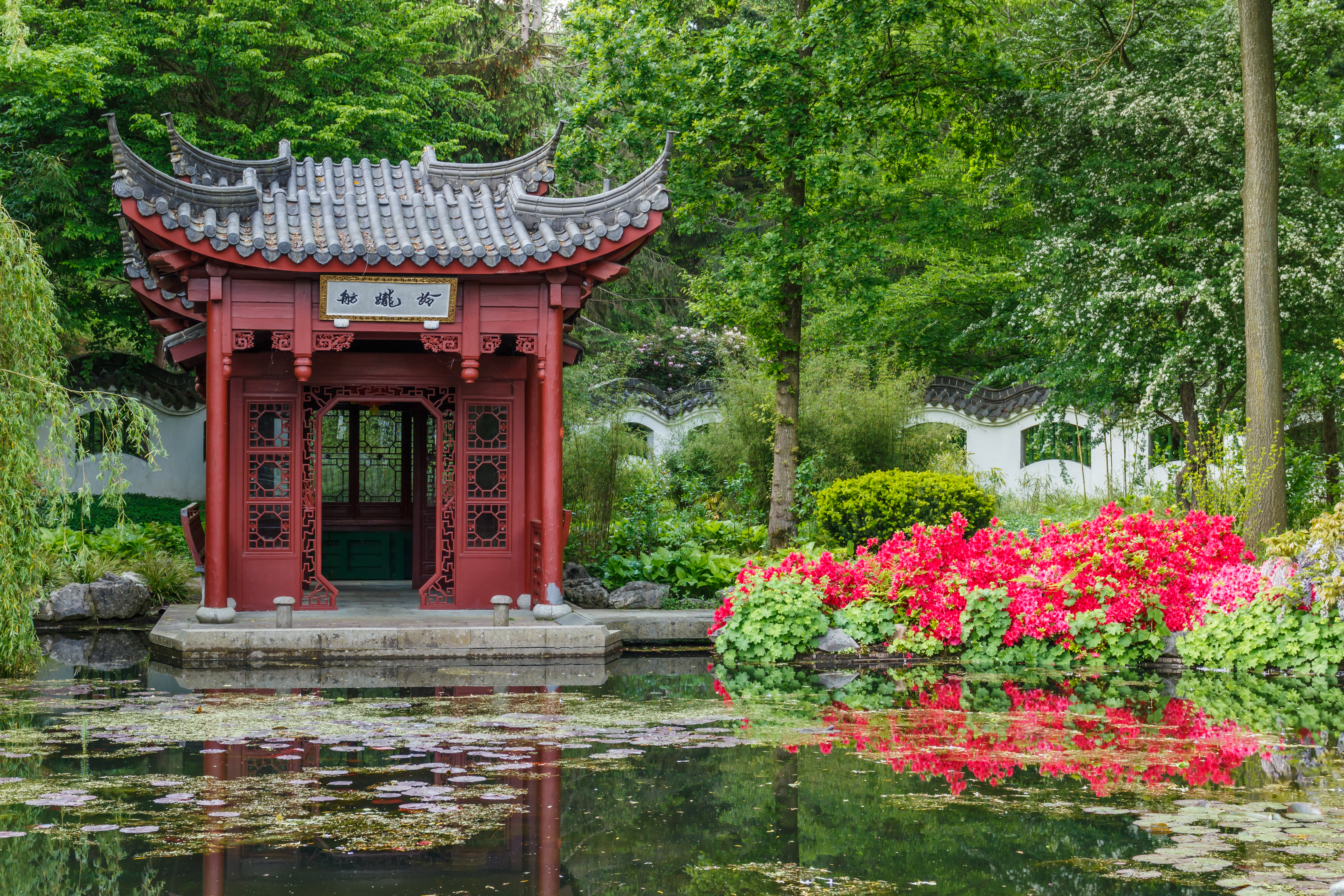
Hortus Haren: una parte del giardino cinese

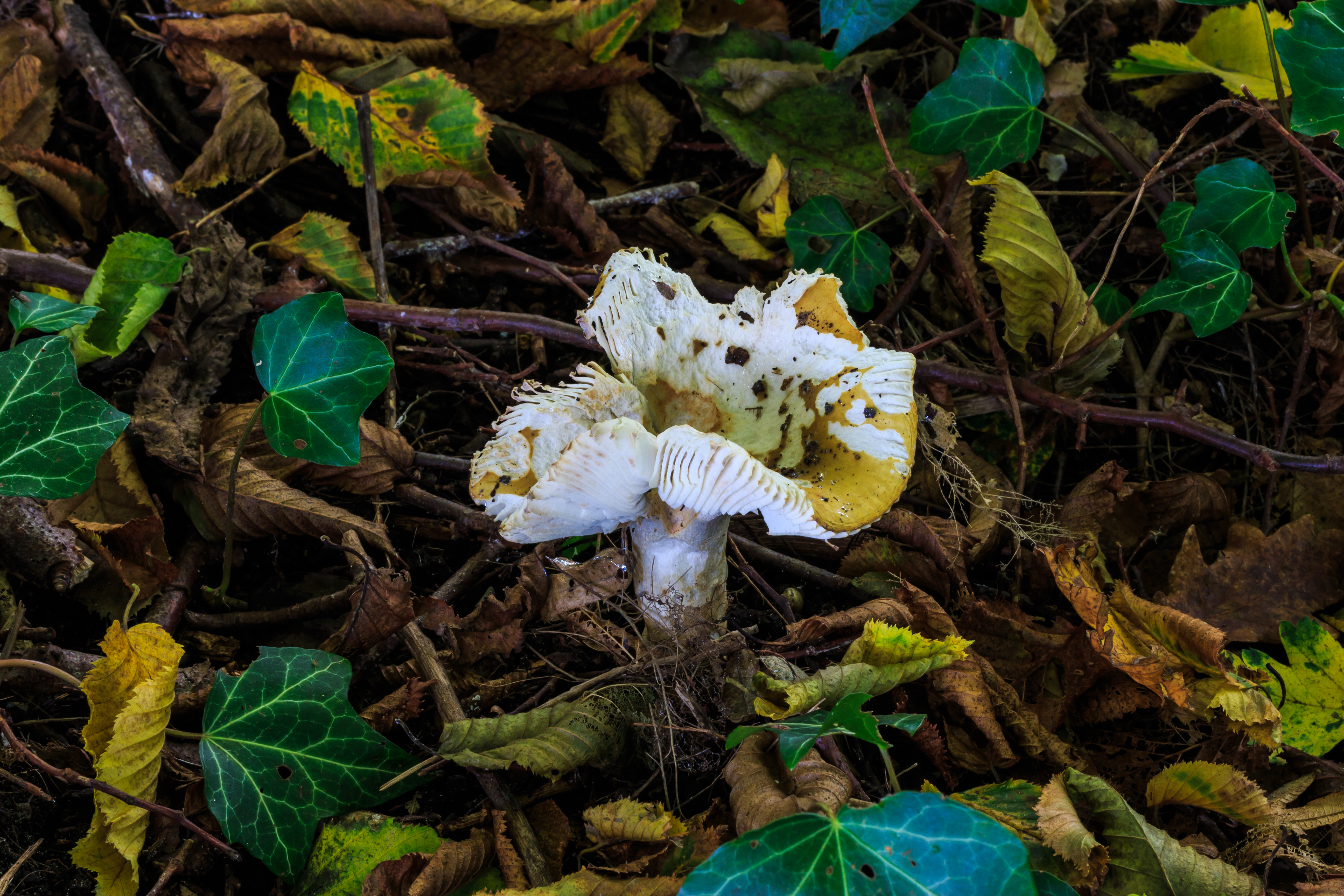
Russula ochroleuca nell'Hortus Haren

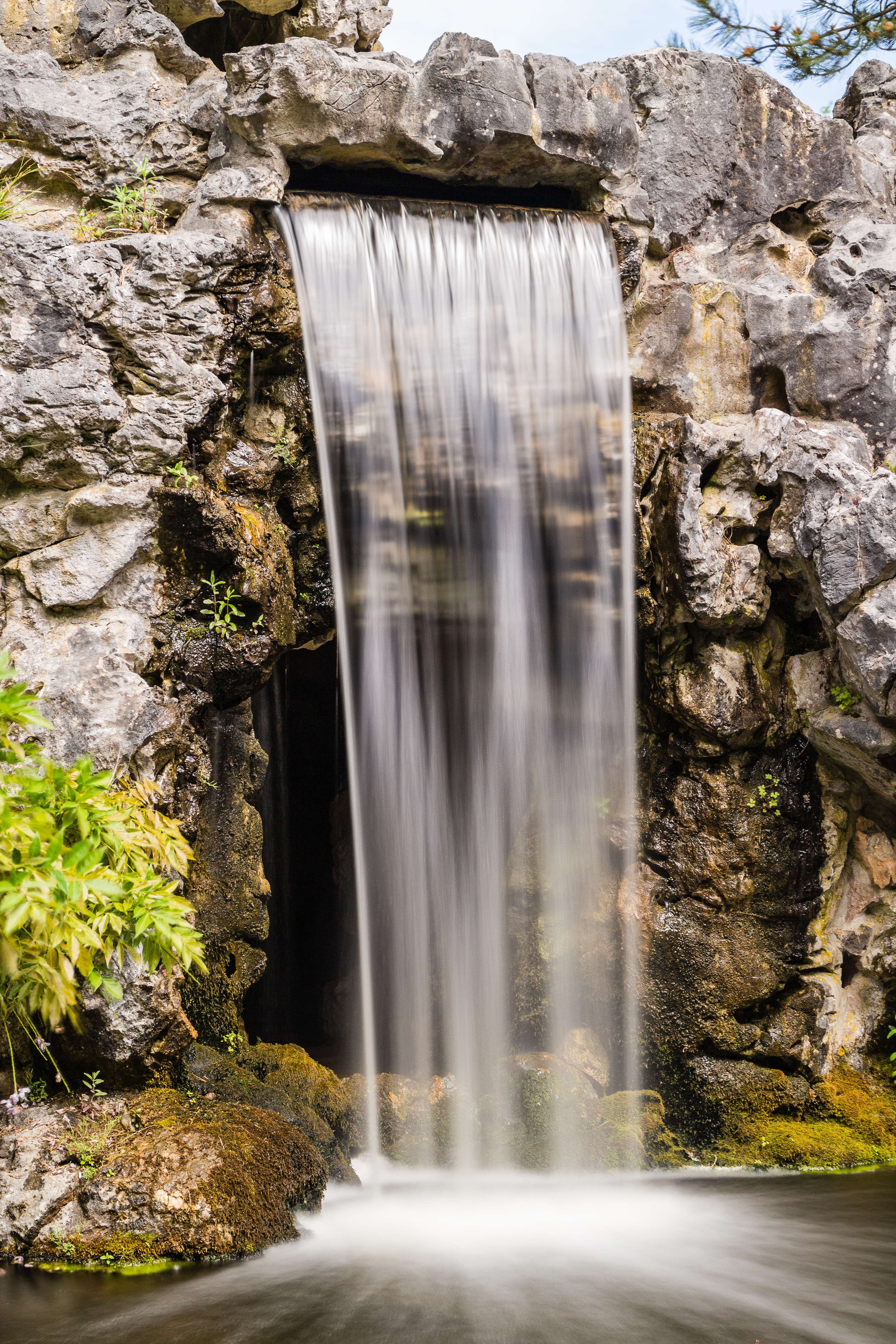
Waterfall Hortus Haren

Hortus Haren è un giardino botanico della città olandese di Haren, nella provincia di Groninga, località in cui si trova dal 1917, ma originariamente creato a Groninga nel 1642 da Henricus Munting e successivamente ampliato nel corso del XVIII, XIX e XX secolo. Si tratta di uno dei più grandi giardini, nonché di uno dei più antichi dei Paesi Bassi.

## Descrizione
Il giardino è ubicato al nr. 34 della Kerklaan, nella zona settentrionale della città di Haren, e si estende per un'area di circa 20-21 ettari.
Il giardino, suddiviso in varie sezioni a seconda delle aree climatiche, ospita una foresta tropicale, un giardino cinese (chiamato Het verborgen rijk van Ming), un giardino celtico, ecc.
Del giardino originale del XVII secolo non si è conservato quasi nulla e gli alberi più vecchi hanno un secolo di vita.

## Storia
L'autore dei progetto, Henricus Munting era un farmacista che, dopo aver effettuato numerosi viaggi in giro per l'Europa, nel 1626 decise di stabilirsi a Groninga In quell'anno creò un giardino dietro la propria casa nella Grote Rozenstraat con le piante inviategli da suoi conoscenti di vari Paesi: il giardino misurava all'epoca 35 x 40 m.
Nel 1642, Munting rese il giardino accessibile all'Accademia di Groninga e agli abitanti della città. Quattro anni dopo, uscì un catalogo in cui erano registrati i nomi delle varie piante presenti nel giardino.
Il 29 gennaio 1691 la famiglia Munting cedette il giardino alla provincia di Groninga al prezzo di 3.700 fiorini.
Tra il XVIII e il XIX secolo furono aggiunte al giardino delle piccole serre, che ospitavano piante di vario genere.
Nel 1880 parte del giardino fu demolita per fare posto ad un laboratorio di farmacia.
Nel 1917, con l'acquisto della proprietà De Wolf a Haren (proprietà che misurava 12,5 ettari), il giardino fu trasferito in quella città.
Nel 1966 furono trasferite nel giardino varie piante tropicali.

## Punti d'interesse

### Kruidentuin
Il Kruidentuin fu creato nel 1973 ed è dedicato a Henricus Munting.
Il giardino, di forma rettangolare, è una riproduzione del giardino originario di Munting.

### Het verborgen rijk van Ming
Il giardino, soprannominato Het verborgen rijk van Ming, ovvero "Il regno segreto dei Ming", è la riproduzione del giardino di un dignitario cinese appartenente alla dinastia dei Ming e vissuto nel XVI secolo.
Questo giardino fu inaugurato ufficialmente il 12 aprile 1995 alla presenza della regina Beatrice.
All'interno del giardino si trovano pagode, una cascata e una sala da tè.

### Pinetum
L'area denominata "Pinetum" ospita una grande varietà di conifere provenienti dall'Europa centrale, Asia Orientale e Nord America, molte delle quali hanno un'età superiore ai 70 anni.
In questa sezione si trovano, tra l'altro, un raro esempio di sequoiadendron giganteum e due esemplari di metasequioa glyptostroboides.

### Giardini Ogham
I "giardini Ogham" costituiscono un tipico parco celtico.
Tra le principali attrazioni di questa sezione figura il cosiddetto "Oroscopo degli Alberi", ovvero la riproduzione di una tipica tipologia abitativa delle popolazioni celtiche, rappresentata da un muro circolare in pietra.

### Fruithof
Un'altra area d'interesse è rappresentata dal Fruithof, che ospita piante con mele del tipo Bramley's Seedling vecchie di oltre 80 anni.

### Floriadetuinen
I Floriadetuinen ("giardini della Floriade") ospitano alcune piante esposte in occasione della Floriade che si svolse a Zoetermeer nel 1992.